# 이사은
이사은(李思殷, 1870년 음력 2월 15일 ~ ?)은 대한제국의 관료이며, 일제강점기 초기의 경찰이다. 본관은 아산이다.

## 생애
어릴 때 한학을 공부하여 1890년에 무과에 급제하였다. 1895년에 순검으로 임명되는 등 일찍부터 경찰 분야에서 근무를 시작했다.
1905년에는 판임관 5등의 경무청 순검이 되었고, 1907년에 6품으로 승진하였다. 한일 병합 조약이 체결된 1910년 전까지 대한제국 내부 소속으로 경시청 북부경찰서에서 품계 6품의 경부로 근무하고 있었다. 북부경찰서는 북촌이라고 부르던 서울 종로구의 일부 지역을 담당하였다.
한일 병합으로 조선총독부 체제가 출범하면서 경기도 경무부 소속으로 이동되어, 강화군의 강화경찰서 경부로 발령받았다. 1918년까지 강화경찰서 경부로 재직한 기록이 있다. 강화경찰서 근무 중이던 1912년에 한국병합기념장을 수여받았다.
2008년 민족문제연구소가 발표한 친일인명사전 수록예정자 명단 중 경찰 부문에 포함되었다.

## 참고 문헌
- 이사은(李思殷) - 국사편찬위원회